# Ren'dez-vous (手嶌葵のアルバム)
『Ren'dez-vous』（ランデヴー）は、手嶌葵の10枚目のアルバムであり、自身初のオリジナルアルバム。2014年7月23日にVictor Entertainmentから発売された。

## 概要
手嶌葵のビクター移籍第1弾となる通算10作目のアルバム。それまで映画の主題歌や劇中歌をまとめた歌集やカバーアルバムは出していたが、オリジナル楽曲のフルアルバムとしては初めての作品となる。
アルバムのテーマは「Cinematic（映画的な）」。手嶌の提案で、曲ごとに架空の映画のサントラのようなものをイメージし、彼女がこよなく愛する映画の世界を想起させるオリジナル楽曲が制作された。ジャズ、フレンチ・ポップス、ブルース、ワルツなどのサウンドを軸にしながら、それまでの彼女のイメージを大きく広げる多彩な曲調の楽曲が収録されている。
作家陣に大貫妙子、杉真理、いしわたり淳治、池田綾子などを迎え、初めて自らも作詞を手がけている。
ジャケットは、福岡在住のイラストレーター、初見寧が手掛けた。
収録曲の「明日への手紙」は、2016年1月からフジテレビ系で放送された月9ドラマ『いつかこの恋を思い出してきっと泣いてしまう』の主題歌として起用され、シングルにリカットされた。シングル化にあたり、蔦谷好位置が新たなアレンジを施し、ボーカルも新たにレコーディングし直された。またこの曲は、『東京ドラマアウォード2016』にて主題歌賞を受賞した。

## 収録内容
| #   | タイトル                                            | 作詞            | 作曲               | 編曲     | 時間 |
| --- | --------------------------------------------------- | --------------- | ------------------ | -------- | ---- |
| 1.  | 「いつもはじめて〜Every Time Is The First Time!〜」 | 北村岳士        | 田上陽一           | 田上陽一 | 3:56 |
| 2.  | 「ショコラ」                                        | いしわたり淳治  | 兼松衆             | 兼松衆   | 3:21 |
| 3.  | 「ちょっとしたもの」                                | 手嶌葵          | 大貫妙子           | TATOO    | 3:15 |
| 4.  | 「Voyage a Paris〜風に吹かれて〜」                  | いしわたり淳治  | 兼松衆             | 兼松衆   | 2:39 |
| 5.  | 「1000の国を旅した少年」                            | いしわたり淳治  | 内山肇             | 内山肇   | 2:56 |
| 6.  | 「NOMAD」                                           | いしわたり淳治  | 内山肇、北村岳士   | 内山肇   | 3:20 |
| 7.  | 「丘の上のブルース」                                | 北村岳士        | 北村岳士、田上陽一 | 田上陽一 | 3:41 |
| 8.  | 「Baritone」                                        | 手嶌葵          | 田上陽一           | 田上陽一 | 2:45 |
| 9.  | 「明日への手紙」                                    | 池田綾子        | 池田綾子           | TATOO    | 4:55 |
| 10. | 「Home My Home」                                    | 杉真理          | 杉真理             | 杉真理   | 3:52 |
| 11. | 「あなたのぬくもりをおぼえてる」                    | Komei Kobayashi | 兼松衆             | 兼松衆   | 3:59 |